# 1957-es magyar öttusabajnokság
Az 1957-es magyar öttusabajnokságot szeptember 23. és 27. között rendezték meg. A viadalt Szabó Sándor nyerte meg, akinek ez volt élete egyetlen egyéni felnőtt bajnoki címe. A csapatversenyt a Bp. Honvéd nyerte.

## Eredmények

### Férfiak

#### Egyéni
| Hely | Név              | Klub          | Eredmény |
| ---- | ---------------- | ------------- | -------- |
| 1.   | Szabó Sándor     | Bp. Pedagógus | 4317     |
| 2.   | Bódi János       | Bp. Honvéd    | 4203     |
| 3.   | Kovácsi Aladár   | MAFC          | 4185     |
| 4.   | Balczó András    | Csepel SC     | 4068     |
| 5.   | Nagy Imre        | MAFC          | 3876     |
| 6.   | Ferdinandy Géza  | Bp. Honvéd    | 3821     |
| 7.   | Németh Ferenc    | Csepel SC     | 3791     |
| 8.   | Szaniszló József | Bp. Honvéd    | 3791     |
| 9.   | Móra László      | Bp. Pedagógus | 3691     |
| 10.  | Tabajdi István   | Bp. Pedagógus | 3313     |

#### Csapat
| Hely | Név                                           | Klub          | Eredmény |
| ---- | --------------------------------------------- | ------------- | -------- |
| 1.   | Bódi János, Szaniszló József, Ferdinandy Géza | Bp. Honvéd    | 11 765   |
| 2.   | Kovácsi Aladár, Nagy Imre, Villányi András    | MAFC          | 11 164   |
| 3.   | Szabó Sándor, Móra László, Csányi Péter       | Bp. Pedagógus | 10 577   |